# Modroara hiacyntowa

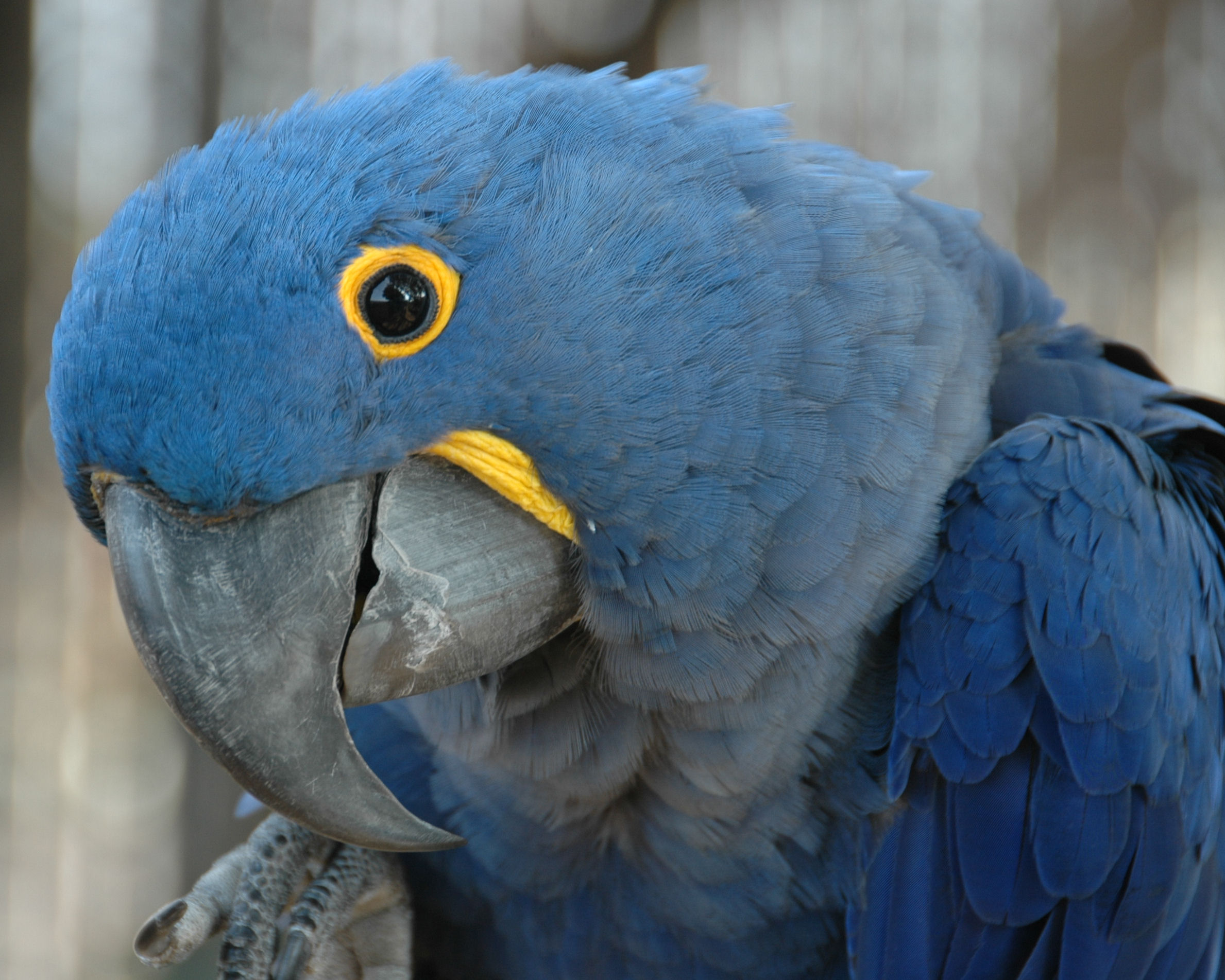
Głowa ptaka

Modroara hiacyntowa, ara hiacyntowa (Anodorhynchus hyacinthinus) – gatunek dużego ptaka z rodziny papugowatych (Psittacidae), zamieszkujący Amerykę Południową (wyspowo od środkowej Brazylii po wschodnią Boliwię i północno-wschodni Paragwaj). Największa z latających papug. Na wolności narażona na wyginięcie; spotykana w hodowlach. Nie wyróżnia się podgatunków.

## Charakterystyka
Wygląd zewnętrznyObie płci ubarwione jednakowo, samica jedynie nieco smuklejsza. Upierzenie jednolicie niebieskie (w odcieniu ultramaryny). Duży, mocny, szaroczarny dziób, u nasady żuchwy znajduje się płat nagiej, żółtej skóry. Podobny otacza oko.
Rozmiarydługość ciała: ok. 95–100 cm, w tym ogon stanowi blisko połowę;
rozpiętość skrzydeł ok. 117–127 cm
Masa ciałaok. 1,2–1,7 kg
Modroary hiacyntowe są towarzyskimi, łagodnymi ptakami; zwykle widuje się je w parach, ale też w grupach rodzinnych i stadkach do 10 osobników. Są hałaśliwe i rzucające się w oczy.

## Środowisko
Tropikalne lasy deszczowe, lasy o drzewach zrzucających liście, cerrado, palmowe zagajniki i sawanny z obecnością palm.

## Pożywienie
Orzechy i nasiona, głównie owoce palm, które potrafi rozłupywać. Niekiedy zjada ślimaki.

## Lęgi
Podczas pory deszczowej, od listopada do kwietnia; mimo to kopulacje odbywają się niezależnie od pory roku. Zwykle para dobiera się raz na całe życie.
GniazdoW dziupli lub otworze w skarpie.
JajaSamica składa 1 lub 2 jaja w odstępach dwudniowych.
WysiadywanieJaja są wysiadywane przez 25–28 dni.
PisklętaPrzeważnie z dwóch piskląt opierzenia dożywa tylko jedno; w razie, gdy wyklują się dwa, matka zajmuje się tylko jednym. Młode są w pełni opierzone po około 13 tygodniach, jednak pozostają z matką jeszcze około 18 miesięcy. Dojrzałość płciową osiągają po 6–10 latach. 100 par ar hiacyntowych może dać zaledwie 7–25 potomstwa rocznie; niewielką liczbę młodych ptaki nadrabiają długowiecznością. Szacuje się, że dożywają 50 lat.

## Status i ochrona
Modroara hiacyntowa jest według IUCN gatunkiem narażonym na wyginięcie (VU, Vulnerable; stan w 2021). W 2003 roku liczebność populacji na wolności szacowano na około 6500 osobników (co odpowiada liczbie 4300 osobników dorosłych). Trend liczebności populacji uznaje się za spadkowy. Zagrożeniem jest przede wszystkim nielegalny odłów ptaków na handel; w latach 80. XX wieku złapano co najmniej 10 tys. ptaków, z czego połowa trafiła do sprzedaży w Brazylii. Ostatnimi laty intensywność tego zjawiska znacznie spadła, choć jest nadal obecne. Prócz odłowu przez kłusowników modroarom grozi łapanie przez lokalną ludność celem pozyskania piór i mięsa oraz niszczenie środowiska.
Gatunek od 1987 roku jest wymieniany w Załączniku I konwencji CITES, wcześniej był umieszczany w Załączniku II.